# Музей искусств Киран Надар
Музей искусств Киран Надар (англ. Kiran Nadar Museum of Art, KNMA) — художественный музей, основанный коллекционером Киран Надар в Нью-Дели в январе 2010 года; специализируется на современном искусстве Индийского субконтинента; ставит себе целью «наглядно показывать и исследовать художественный мир сегодняшней Индии»; регулярно проводит временные выставки: как групповые, так и персональные.

## История и описание
Музей искусств Киран Надар (Kiran Nadar Museum of Art, KNMA) был создан в Нью-Дели по инициативе коллекционера Киран Надар (Kiran Nadar, род. 1951) в январе 2010 года; является некоммерческой организацией, спонсируемой фондом «Shiv Nadar Foundation» и нацеленной на «демонстрацию динамичных отношения между искусством и культурой» — посредством выставок, публикаций, образовательных и общественных программ. Музей начинался как небольшая выставка современных работ в кафетерии рядом с офисом, в котором работал муж Киран Надар — затем галерея переехала в помещение в торговом центре «South Court». Коллекция KNMA насчитывает более 4500 работ и фокусируется на произведениях индийских художников, начиная с середины XX века и до наших дней; включает в себя работы Франсиса Ньютона Соуза, Джемини Роя и Субодха Гупты. Вначале своей кураторской деятельности Надар хотела лишь поделиться с широкой аудитории исключительно своей коллекцией — но затем она сместила акцент на современное искусство Индии (и индийского субконтинента).
Музейное пространство занимает площадь в 34 000 квадратных футов (более 3150 м²) и состоит из нескольких постоянных экспозиций — музей Надар занимает два основных помещения, одно в центре Нью-Дели площадью в 18 000 квадратных футов, а второе в районе Нойда (Ноида; 13 000 квадратных футов). Музей также проводит по несколько временных выставок в год — как групповых (тематических), так и персональных. Так с февраля по июль 2018 года в музее проходила масштабная ретроспективная выставка Вивана Сундарама (род. 1943) «Vivan Sundaram A Retrospective: Fifty Years Step Inside And You Are No Longer A Stranger». В своих образовательных программах KNMA сотрудничает с местными школами и колледжами — также регулярно проводит семинары и дискуссии с авторами (пытаясь «внести ясность в то, что происходит в местной арт-сфере»); кинопоказы также являются часть его деятельности.